# Rüdiger Arnzen
Rüdiger Arnzen ist ein deutscher Arabist und Orientalist.
Arnzen studierte Arabistik, Persische Sprache und Literatur sowie Philosophie an der Universität Bochum. 1994 wurde er dort mit einer von Gerhard Endress betreuten Dissertation über eine Paraphrase der Aristotelischen Schrift De anima in arabischer und persischer Überlieferung promoviert. Zu seinen philosophischen Lehrern zählt neben anderen Burkhard Mojsisch. Anschließend war er Mitarbeiter in dem von Gerhard Endress zusammen mit Dimitri Gutas betriebenen Projekts des Greek and Arabic Lexicon (GALex) tätig. Derzeit ist er wissenschaftlicher Mitarbeiter im Thomas-Institut der Universität zu Köln und an verschiedenen Forschungsprojekten beteiligt.
Hauptarbeitsgebiete Arnzens sind die arabische und persische Philosophie und Wissenschaftsgeschichte des Mittelalters und der Frühen Neuzeit, insbesondere arabische Konzepte der Metaphysik und die Rezeption der Platonischen Ideenlehre. Darüber hinaus ist Arnzen Spezialist für die Lexikographie und Sprachwissenschaft des Klassischen Arabisch, insbesondere für graeco-arabische Terminologie und Übersetzungstechnik in den Bereichen der Philosophie, der Naturwissenschaften und der Medizin und arbeitet an dem europäischen Forschungsprojekt Greek into Arabic. Philosophical Concepts and Linguistic Bridges der Universitäten Pisa und Bochum sowie des Istituto di Linguistica Computazionale des italienischen Consiglio Nazionale delle Ricerche mit. Zu den griechischen Autoren, denen sich Arnzen widmet, zählen neben Platon und Aristoteles mit der Schrift De caelo auch Euklid und der Neuplatoniker Simplikios, zu den arabischen der Mathematiker Al-Nayrizi, der Astrologe Al-Qabīsī und der Philosoph Averroes.

## Schriften (Auswahl)
Editionen
- Aristoteles’ De Anima. Eine verlorene spätantike Paraphrase in arabischer & persischer Überlieferung. Arabischer Text nebst Kommentar, quellengeschichtlichen Studien & Glossaren. Brill, Leiden 1998  (Aristoteles Semitico-Latinus, 9), online. (Veröffentlichung der Diss. Bochum 1994).
- Abū l-cAbbās an-Nayrīzīs Exzerpte aus (Ps.-?)Simplicius’ Kommentar zu den Definitionen, Postulaten und Axiomen in Euclids  Elementa I. Eingeleitet, ediert und mit arabischen und lateinischen Glossaren versehen. Köln – Essen, 2002.
- Averrois Cordubensis commentum magnum super libro De celo et mundo Aristotelis. Ex recognitione Francis James Carmody (†) in lucem edidit Rüdiger Arnzen. Editioni praefatus est Gerhard Endress. 2 Bde. Peeters, Leuven 2003 (Recherches de Théologie et Philosophie médiévales. Bibliotheca 4.1.1, 4.1.2.), online.
- Übersetzung in: Anthony Lo Bello (Hg.), The commentary of al-Nayrizi on Books II-IV of Euclid's Elements of Geometry. With a translation of that portion of Book I missing from ms Leiden or. 399.1 but present in the newly discovered Qom manuscript edited by Rüdiger Arnzen. Brill, Leiden 2009 (Ancient Mediterranean and medieval texts and contexts: Studies in Platonism, Neoplatonism, and the Platonic tradition, 8), online.
- Averroes on Aristotle’s Metaphysics. An Annotated Translation of the So-called Epitome. de Gruyter, Berlin 2010 (Scientia Graeco-Arabica, 5), online.

Monographien
- Platonische Ideen in der arabischen Philosophie. Texte und Materialien zur Begriffsgeschichte von ‘suwar aflatuniyya’ und ‘muthul aflatuniyya’. De Gruyter, Berlin 2011, online.

Herausgeberschaften
- (Hg., mit Jörn Thielmann): Words, Texts and Concepts Cruising the Mediterranean Sea. Studies on the sources, contents and influences of Islamic civilization and Arabic philosophy and science dedicated to Gerhard Endress on his sixty-fifth birthday. Peeters, Leuven – Paris – Dudley, MA 2004,  online.